# For the Good of Her Men
For the Good of Her Men è un cortometraggio muto del 1912 diretto da Allan Dwan. Prodotto dall'American Film Manufacturing Company (con il nome Flying A), fu distribuito dalla Film Supply Company e uscì in sala il 10 giugno 1912.

## Trama
La moglie di Zeke Farrell si preoccupa perché il marito gestisce un'attività illegale, una distilleria clandestina. Non solo, i suoi due figli maschi bevono allegramente finendo spesso per litigare. La donna nasconde le sue lacrime mentre tutti dormono, singhiozzando al pensiero di due figli futuri ubriaconi e di un marito fuorilegge. Mabel, una delle sue ragazze, conosce Will Beverly e se ne innamora. Ma il loro sembra essere un amore senza futuro. Così la signora Farrell rivela allo sceriffo federale l'esistenza della distilleria, ma a venire accusato sarà proprio Will che avrà il suo da fare per discolparsi e conquistare definitivamente l'amore di Mabel.

## Distribuzione
Distribuito dalla Film Supply Company, il film - un cortometraggio di una bobina - uscì nelle sale statunitensi il 10 giugno 1912.